# Chelipoda wudangensis
Chelipoda wudangensis är en tvåvingeart som beskrevs av Yang 1990. Chelipoda wudangensis ingår i släktet Chelipoda och familjen dansflugor. Inga underarter finns listade i Catalogue of Life.